# Photina laevis
Photina laevis är en bönsyrseart som beskrevs av Giglio-tos 1915. Photina laevis ingår i släktet Photina och familjen Mantidae. Inga underarter finns listade i Catalogue of Life.